# The Story of Thor
The Story of Thor — видеоигра в жанре ролевого боевика, выпущенная в 1994 году компанией Sega эксклюзивно для игровой консоли Mega Drive/Genesis. В марте и апреле 2007 года игра была переиздана на сервисе Virtual Console игровой консоли Wii. Входит в состав сборника Sonic's Ultimate Genesis Collection для Xbox 360 и PlayStation 3. С 2010 года игра доступна в составе сборника SEGA Mega Drive and Genesis Classics для платформ Linux, macOS, Windows, с 2018 — PlayStation 4, Xbox One и Nintendo Switch.
Музыку к игре сочинил Юдзо Косиро, также являвшийся продюсером игры.

## Игровой процесс
Игровой процесс напоминает игры серии Legend of Zelda. Игрок управляет Принцем Али, путешествуя по одной большой карте, убивая врагов и решая несложные пространственные и логические задачи. По пути он находит различные предметы для восстановления здоровья и магии. Так мясо и рыба восстанавливают здоровье, а овощи и фрукты — магию. Али также может находить и использовать различное оружие: мечи, арбалеты, бомбы. Все предметы могут быть использованы в нужный момент. Боезапас оружия ограничен (Стрелы и бомбы заканчиваются, мечи после определённого количества ударов ломаются), исключая кинжал, которым Али вооружён с начала игры (Существуют секретные места, где в награду за испытание можно получить «вечное» оружие (Арбалеты с бесконечными стрелами или не ломающиеся мечи). Некоторое оружие обладает возможностью поджигать врагов (бомбы, огненные болты, мечи «омега»).

В целом, «По ту сторону Оазиса» является «адвенчурой» (приключениями) с неплохим механизмом рукопашных схваток и ролевыми элементами (например, «прокачка» героя методом коллекционирования сердец).

## Сюжет
Действие разворачивается в миниатюрном утопическом государстве Оазис, в котором всего один город и одна деревня, все люди счастливы, а члены королевской семьи общаются с простолюдинами на равных.
Главный герой, принц Али (Prince Ali), увлекающийся археологическими раскопками, находит на удалённом острове золотой нарукавник, принадлежавший волшебнику Регарлу (Reharl), который в древности вёл войну со злом, возглавляемым Агито (Agito) носителем серебряного браслета. Серебряный браслет мог использоваться для разрушения и создания хаоса, а золотой позволял вызывать четырёх духов и управлять ими.
Сразу после того, как Али надел золотой браслет, остров ушёл на дно. Вернувшись в Оазис принц узнаёт, что в окрестностях появились воинственные чужаки, которые начали за ним охоту и терроризируют население.
Во дворце отец Али рассказывает, что легенда, поведанная призраком браслета, является правдой, и юный принц отправляется на поиски четырёх духов, запертых в гробницах по всему Оазису.
Путешествуя по всему королевству, принц с помощью четырёх духов останавливает нападение армии чужаков, уничтожает злобного волшебника Агито и раскрывает тайну своей пропавшей старшей сестры Гуин (Gwyn).

## Четыре духа
Четыре духа: воды («Dytto»), огня («Efreet»), тени («Shade») и растения («Bow»).
Вызывать духов можно с помощью силы браслета.
Дух воды вызывается из воды (ручей, река, озеро и даже маленькие капельки воды, падающие с потолка). Ифрит (дух огня) призывается, соответственно, из огня (факелы, костры, бомбы в момент взрыва, подожжённые противники). Дух растений Бау вызывается из плотоядных цветов (венерина ловушка), а Шейд (дух тени) из отражения Али в зеркале или кристаллах горного хрусталя, а также металлических противников (например, рыцарей с булавами). Кроме того есть предметы, носимые в инвентаре, истратив которые можно вызвать духа в любой момент (например, для духа огня используется фонарь).
Каждый дух имеет несколько возможностей, необходимых для продвижения по игре. Так, дух воды может открывать скрытые водой секретные проходы, тушить преграждающие путь огненные стены, ненадолго парализовывать врагов, лечить главного героя а также оказывать помощь в бою, превращаясь в водяное торнадо. Дух огня разрушает ледяные глыбы, преграждающие путь, зажигает костры и факелы (иногда это необходимо для дальнейшего продвижения) и предоставляет существенную силовую поддержку в драке. Шейд уменьшает урон, получаемый принцем, позволяет перебираться через пропасти, а также отделять душу от тела и разведывать окрестности (к примеру, только в астральном образе можно увидеть трещины, в которых открываются скрытые порталы). Боа, по сути, нужен только для удаления решёток из зелёного металла, в остальном он слишком непрактичен, хотя и может атаковать врагов.
Духи появляются на ограниченное шкалой магии время, которая заполняется самостоятельно при наличии спецартефакта, пока дух не вызван.
Также в игре нужно собирать драгоценные камни, которые усиливают ваших духов. Так рубин для Ифрита, сапфир для Дитто, изумруд для Бау и обсидиан для Шейда.

## Мир
Оазис представляет собой остров (дремлющий вулкан), покрытый лесами. На острове всего один порт. Помимо этого на территории Оазиса расположено множество заброшенных фортов и крепостей, руин замков и храмов, а недра полны пещер и заброшенных катакомб, в которых предстоит побывать нашему герою. Ближе к вершине вулкана ландшафты превращаются в песчаные и каменистые пустыни. Со склона вулкана течёт ручей, превращаясь на равнине в реку. Также на острове есть несколько озёр и болот.
Перемещение по острову практически не ограничено.

## Враги
В игре присутствует достаточно разнообразный и красочный бестиарий. Солдаты, рыцари, великаны, крысо-люди, чародеи, гаргулии и т. д. Каждый вид противника имеет свою тактику боя и даже ареал. Так мертвецы лезут из под земли и сразу гибнут от прикосновения огня, а ящерицы обитают ближе к вершине вулкана.
«Боссы» в игре, охраняющие ключевые локации и предметы, огромны и прорисованы великолепно. Чего только стоит огнедышащий дракон в жерле вулкана или каменный голем в подземельях.

## Продолжение
В 1996 году было выпущено продолжение игры, сюжетно являющееся приквелом, эксклюзивно для Sega Saturn. В Европе оно имело название The Story of Thor 2, в США — The Legend of Oasis.